# Multimedia
Multimedia (łac. multum  – wiele, medium – pośrednik) – media stanowiące połączenie kilku różnych form przekazu informacji (tekstu, dźwięku, grafiki, animacji, wideo).
Termin „multimedia” ma również zastosowanie w mediach elektronicznych służących do rejestrowania oraz odtwarzania treści multimedialnych. Multimedia posiadają cechy tradycyjnych technik mieszanych i sztuk pięknych, jednak mają szerszy zakres. Określenie bogate media jest synonimem terminu multimedia.

## Cechy charakterystyczne

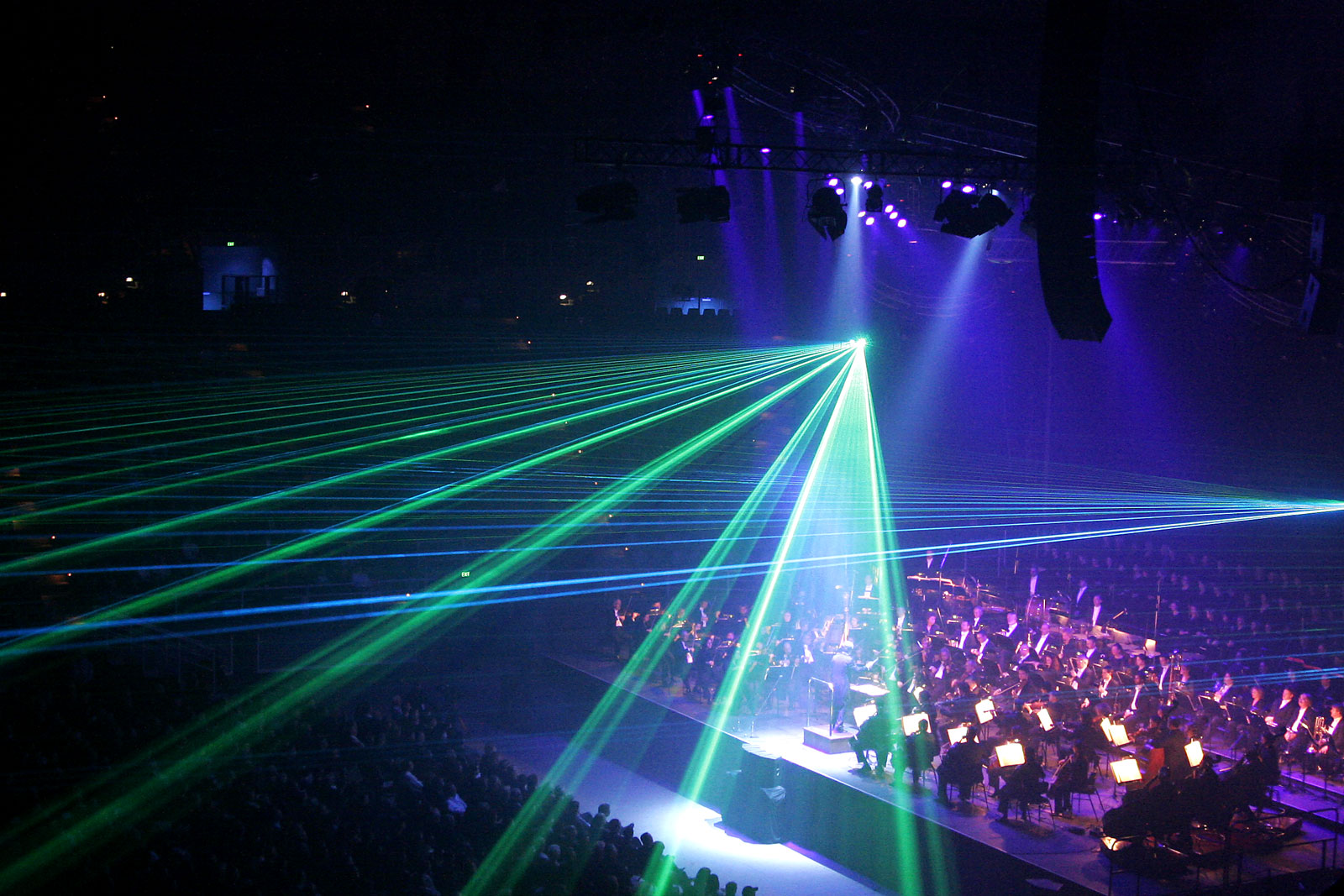
Pokaz laserowy jest przedstawieniem multimedialnym na żywo

Prezentacje multimedialne mogą być odbierane na żywo, wyświetlane, transmitowane lub odtwarzane w dowolnym miejscu. Transmisja może przybierać postać bezpośredniej lub rejestrowanej prezentacji multimedialnej. Transmisja oraz nagrania występują jako analogowa lub cyfrowa elektroniczna technologia mediów. Cyfrowe multimedia bezpośrednie są pobierane lub przekazywane strumieniowo. Mogą być one przekazywane na żywo lub na życzenie użytkownika.
Gry multimedialne mogą być prowadzone między różnymi użytkownikami w sieci internetowej albo lokalnie z niepodłączonym do internetu komputerem lub w systemie gier.
Wysoka interaktywność jest możliwa dzięki połączeniu wielu form przekazu. Multimedia sieciowe są coraz bardziej nastawione na konkretne informacje, co umożliwia użytkownikom wprowadzanie poprawek i dostosowywanie programów do własnych potrzeb. Przykładów jest wiele, począwszy od licznych stron internetowych o różnej zawartości (galerie zdjęć tworzone przez użytkowników sieci zawierające zarówno obrazy, jak i tekst), do symulacji, której składowe (wydarzenia, ilustracje, animacje czy video) mogą być modyfikowane. Pozwala to zmieniać „doświadczenie” multimedialne bez modyfikacji kodu źródłowego.

## Terminologia

### Geneza terminu „multimedia”
W 1965 r. termin ten został użyty do określenia Exploding Plastic Inevitable, przedstawienia Andy’ego Warhola, które było połączeniem muzyki rockowej, kina, eksperymentalnego oświetlenia i performance’u.
W ciągu następnych dekad słowo to nabierało innych znaczeń. Pod koniec lat 70. określało prezentacje składające się z kilku jednoczesnych pokazów slajdów zgranych w czasie ze ścieżką dźwiękową. W latach 90. nabrało swojego obecnego znaczenia. W mowie potocznej termin multimedia odnosi się do kombinacji mediów elektronicznych składających się z filmu, obrazów, dźwięków i tekstu, która umożliwia odbiór interaktywny. Wiele informacji dostępnych obecnie w Internecie odpowiada tej definicji.

### Użycie słowa i kontekst
Słowo „media” jest liczbą mnogą wyrazu „medium”. Termin „multimedia” jest pleonazmem, jeśli multi określa wielokrotność jednej formy mediów, na przykład zbiór płyt kompaktowych.
Termin ‘multimedia’ jest także niejednoznaczny. Treść statyczną (np. książkę papierową) można traktować jako multimedia, jeśli posiada zarówno obrazki, jak i tekst, albo jako formę interaktywną, jeśli użytkownik przewraca strony kiedy chce. Termin ‘wideo’, nieużywany wyłącznie do określenia fotografii ruchomej, w terminologii multimedialnej jest także niejednoznaczny. Jako wideo często opisuje się format pliku, format dostarczania lub format prezentacji, a nie formę treści informacji, jak obrazy statyczne i ruchome. Wielorakie formy treści informacji często nie są uważane za multimedia jeśli nie zawierają nowoczesnych form prezentacji jak audio czy wideo. Również pojedyncze formy treści informacji przetwarzające tę informację za pomocą pojedynczej metody (na przykład nieinteraktywne audio) są często nazywane multimediami aby rozróżnić media statyczne i media dynamiczne.

## Zastosowanie

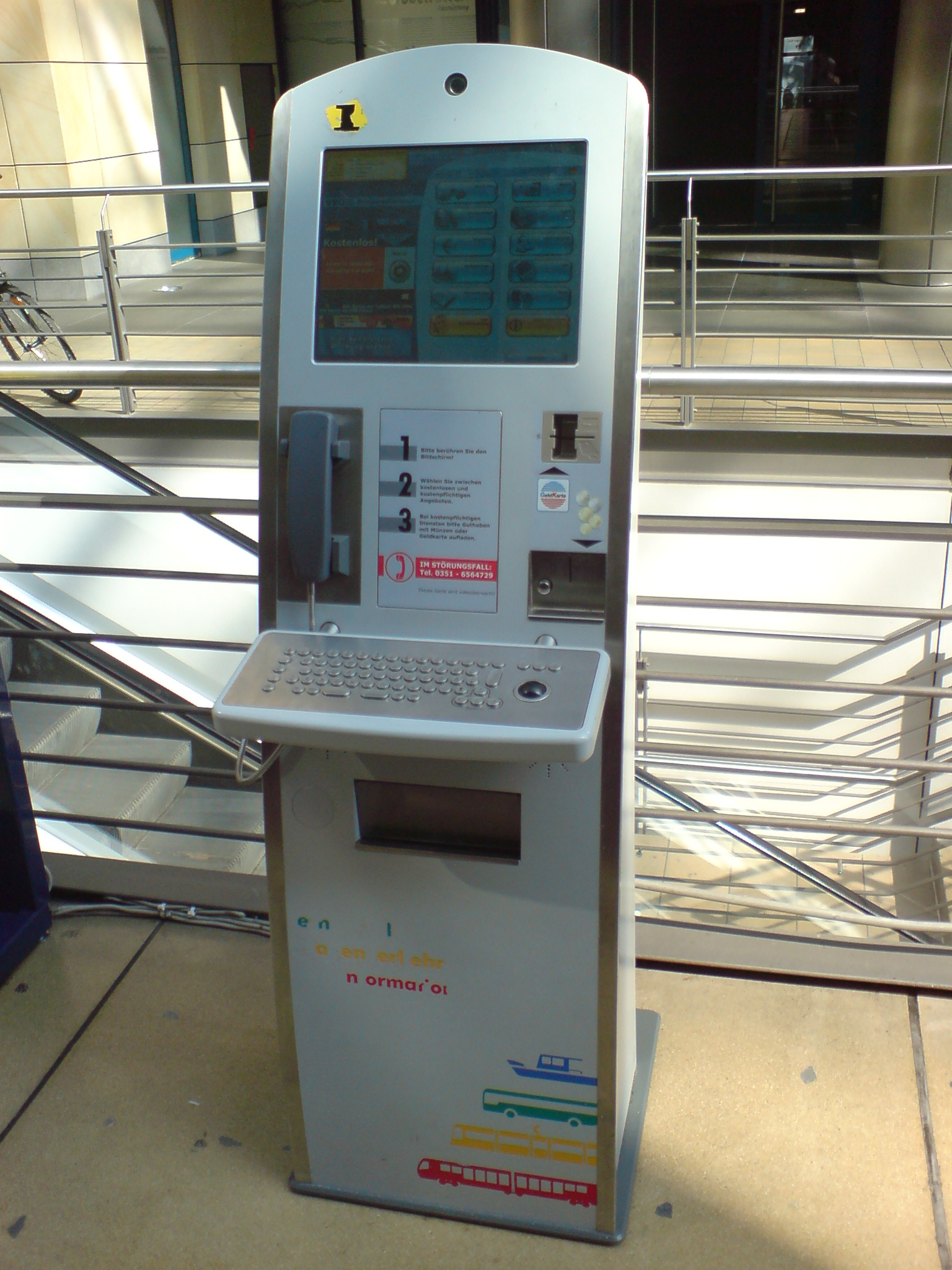
Terminal multimedialny VVO w Dreźnie (Niemcy)

Multimedia znajdują zastosowanie w wielu dziedzinach, jak reklama, sztuka, edukacja, rozrywka, inżynieria, medycyna, matematyka, biznes czy badania naukowe. Kilka przykładów wymienionych jest poniżej.

### Profesjonalne
Multimedia stosowane są w biznesie m.in. w: prezentacjach, szkoleniach, marketingu, reklamie, katalogach, komunikacji sieciowej i poczcie głosowej. Prezentacje stworzone za pomocą multimediów są bardzo przydatne w wielu aspektach profesjonalnych. Są one wykorzystywane np. w sprzedaży, szkoleniach, podczas nauczania, wykładów oraz ogólnie w celu rozrywki dla publiczności. Prezentacje pomagają wygłaszać wykłady przed publicznością i prezentować produkt lub projekt jednocześnie.

#### Przemysł twórczy
Przemysł twórczy wykorzystuje multimedia w różnych celach, na przykład sztuki piękne, rozrywka, sztuka tworzenia reklamy, dziennikarstwo, media czy obsługa oprogramowania stworzonego dla któregokolwiek wyżej wymienionego przemysłu. Indywidualny projektant multimediów może zająć się każdą dziedziną w ciągu swojej kariery. Wymagane są od niego zdolności techniczne, analityczne i kreatywne.

##### Reklama
Wiele elektronicznych mediów, zarówno „starych” (tradycyjne środki masowego przekazu), jak i „nowych” (głównie Internet), wykorzystywanych przez grafików reklamowych to również multimedia. Fascynujące prezentacje są wykorzystywane w reklamie w celu przyciągnięcia uwagi odbiorców. Przemysłowa, biznesowa czy wewnątrzbiurowa komunikacja jest zwykle projektowana przez firmy ‘creative services’, które zajmują się nowoczesnymi multimedialnymi prezentacjami (wykorzystującymi więcej niż tradycyjne pokazy slajdów) w celu sprzedaży pomysłów lub urozmaicenia szkoleń. Developerzy zajmujący się reklamą w multimediach są również zatrudniani przy rządowych czy niekomercyjnych projektach.

##### Rozrywka i sztuki piękne

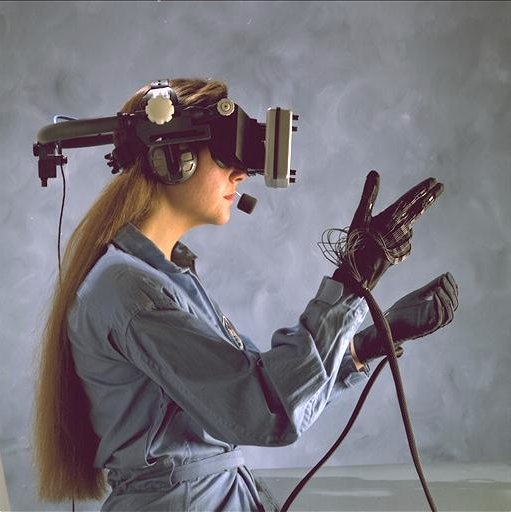
Wirtualna rzeczywistość wykorzystuje treści multimedialne

Multimedia są w znacznym stopniu używane w przemyśle rozrywkowym, a zwłaszcza w filmach, w których wykorzystuje się efekty specjalne lub animacje. Gry multimedialne są popularną rozrywką, która dostępna jest na CD-ROM-ach bądź online. Również niektóre gry wideo wykorzystują elementy multimedialne.
Multimedialne oprogramowania, które pozwalają użytkownikom na aktywne uczestnictwo zamiast biernego odbioru informacji, nazywane są multimediami interaktywnymi.
W dziedzinie sztuki istnieją multimedialni artyści, których umysły są w stanie połączyć odmienne techniki używając różnego rodzaju mediów pozwalających na interakcje z widzami. Jednym z bardziej znaczących artystów jest Peter Greenaway, który łączy kino z operą i wieloma cyfrowymi mediami. Inne podejście wiąże się z powstaniem multimediów, które mogą być wystawiane w miejscach tradycyjnie przeznaczonych do wystawiania dzieł sztuki, np. w galeriach sztuki.

#### Edukacja
W edukacji multimedia wykorzystywane są do tworzenia komputerowych kursów szkoleniowych (potocznie zwanych CBT) i publikacji takich jak encyklopedie i almanachy. CBT pozwala użytkownikom na przejrzenie serii prezentacji, opracowań wybranego tematu i powiązanych ze sobą ilustracji w różnych formatach. Gra edukacyjna jest nieformalnym terminem używanym do określenia powiązania edukacji z zabawą.

#### Inżynieria
W inżynierii, szczególnie w projektowaniu technicznym lub motoryzacyjnym, multimedia są przede wszystkim używane do projektowania maszyn bądź pojazdów motoryzacyjnych. Multimedia zastosowane w inżynierii są znane jako CAD (ang. Computer Aided Design), czyli projektowanie wspomagane komputerowo albo jako CAE (ang. Computer Aided Engineering), czyli konstruowanie wspomagane komputerowo. Zarówno CAD, jak i CAE pozwalają na oglądanie produktu z różnych perspektyw, umożliwiają wykrycie wadliwych elementów i wykonanie dalszych manipulacji zanim nastąpi etap produkcji.
Multimedia mogą być używane przez programistów do symulacji komputerowych, począwszy od zabawy po szkolenia militarne lub przemysłowe. Oprogramowania interfejsu są tworzone przy współpracy kreatywnych profesjonalistów z inżynierami oprogramowania.

#### Badania naukowe i matematyczne
W badaniach naukowych multimedia są używane głównie do tworzenia modeli i symulacji komputerowych. Dzięki nim naukowiec może spojrzeć na model molekularny przykładowej substancji i manipulować nim do otrzymania pochodnej.

#### Medycyna
Lekarze w ramach szkolenia mają możliwość uczestniczenia w wirtualnych operacjach, co pozwala zobrazować im wpływ chorób przenoszonych na ludzkie ciało przez bakterie i wirusy. Dzięki temu mogą udoskonalać techniki mające na celu zapobieganie tego typu chorobom.

### MMS
Multimedia Messaging Service (MMS) to aplikacja umożliwiająca wysyłanie i odbieranie wiadomości multimedialnych. MMS jest typową funkcją większości telefonów komórkowych.
Elektroniczna encyklopedia multimedialna przedstawia informacje w sposób lepszy niż tradycyjna encyklopedia i dlatego użytkownicy w przyjemny sposób uczą się szybciej. Na przykład artykuł na temat II wojny światowej zawiera hiperłącza do artykułów pochodzących państw, które wzięły udział w wojnie. Gdy użytkownik kliknie na hiperłącze automatycznie uzyska informacje na temat konkretnego państwa. Będzie też mógł obejrzeć film na temat wojny na Pacyfiku albo przyjrzeć się mapom z okresu II wojny światowej.
Hiperłącza umożliwiają użytkownikowi dostęp do informacji w sposób bezpośredni, inaczej niż w przypadku drukowania materiałów do nauki, gdzie zdobywanie wiedzy odbywa się etapami (najpierw trzeba materiał wydrukować by móc się z niego uczyć). Taka metoda może przyspieszyć uczenie się i zdobywanie doświadczenia przez użytkownika, zwłaszcza gdy materiały, do których mamy bezpośredni dostęp, zawierają dodatkowe elementy (zdjęcia, obrazki, multimedialne pliki audio i wideo).

### Inne
Organizacją reprezentującą branżę multimediów jest European Multimedia Associations Convention.
Organizacją zajmującą się badaniem rynku pracy branży multimedialnej jest Multimedia Observatory.